# Buffalo Dance
Buffalo Dance er en amerikansk stumfilm fra 1894 af William Kennedy Dickson.